# バリ州の文化的景観
「バリ州の文化的景観 : トリ・ヒタ・カラナの哲学を表現したスバック・システム」は、インドネシアのバリ州に残る文化的景観を対象とするユネスコの世界遺産リスト登録物件である。それらの景観は、バリ島の伝統的な水利組合であるスバックによって長い間維持されてきた。

## スバックとトリ・ヒタ・カラナ
「トリ・ヒタ・カラナ」とは、サンスクリット語の「トリ」（3）、「ヒタ」（安全、繁栄、喜び）、「カラナ」（理由）に由来し、神と人、人と人、人と自然という三者の調和を重視するバリ・ヒンドゥーの哲学である。この概念は、バリで1990年代以降高まったサステイナブルツーリズム（持続可能な観光）への動きにおいても重視され、「トリ・ヒタ・カラナ観光賞プログラム」という制度にも反映されている。
スバックは9世紀以来のバリの水利組織であり、2008年度の時点で1627のスバックが存在している。この水利組織は公平な水の配分を実現する農民たちのまとまりであると同時に、スバックごとにスバック寺院を持ち、水の神や稲の神などへの崇拝や、それに関わる宗教儀礼とも密接に結びついてきた。
バリ州の棚田景観は、そうした哲学（宇宙観）や水利システムに裏支えされて維持されてきた文化的景観なのである。

## 登録経緯
この資産は、元々「バリ州の文化的景観」(Cultural Landscape of Bali Province) の名で2007年1月18日に世界遺産の暫定リストに記載され、31日に正式な推薦書が世界遺産センターに提出された。2008年に審議された際には、文化的景観としてスバックと結びつきの深い資産をより適切に選定することを求められ、「登録延期」と決議された。指摘を踏まえてインドネシア当局は名称を「バリ州の文化的景観：トリ・ヒタ・カラナの哲学を表現したスバック・システム」と修正し（名称は後述も参照）、2011年に推薦書を再提出した。それを踏まえた2012年の世界遺産委員会の審議で登録が認められた。

### 登録名
世界遺産としての正式名は、Cultural Landscape of Bali Province: the Subak System as a Manifestation of the Tri Hita Karana Philosophy（英語）、Paysage culturel de la province de Bali : le système des subak en tant que manifestation de la philosophie du Tri Hita Karana（フランス語）である。その日本語訳は、文献によって揺れがある。
- バリ州の文化的景観 : トリ・ヒタ・カラナ哲学に基づくスバック灌漑システム（日本ユネスコ協会連盟）[8]
- バリの文化的景観 : バリ・ヒンドゥー哲学トリ・ヒタ・カラナを表す水利システム「スバック」（世界遺産アカデミー）[5]
- バリ州の文化的景観 : トリ・ヒタ・カラナの哲学を表すスバクの水利システム（今がわかる時代がわかる世界地図）[9]
- ヒンドゥー教哲学を表す水利システム「スバック」の棚田の景観（なるほど知図帳）[10]
- バリ州の文化的景観：トリ・ヒタ・カラナの哲学を表現したスバック・システム（古田陽久）[2]
- バリ州の文化的景観 : トリ・ヒタ・カラナの教えに基づく灌漑システム（西和彦）[11]

## 構成資産
世界遺産の構成要素は、棚田とその灌漑施設、およびスバックと不可分の存在である寺院群から構成されており、以下の5件に分類されている。

### ウルン・ダヌ・バトゥール寺院

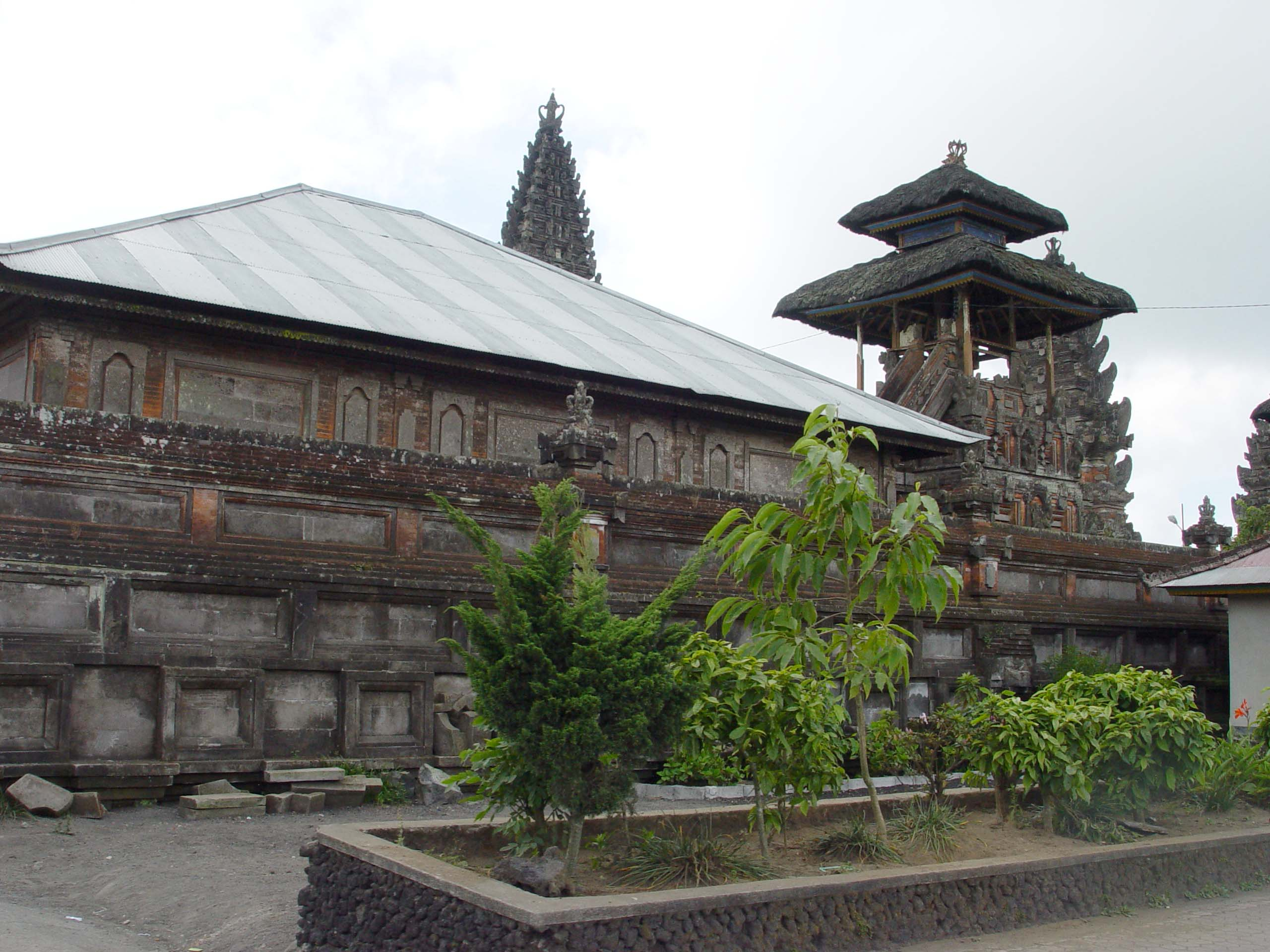
ウルン・ダヌ・バトゥール寺院

水の最高寺院ウルン・ダヌ・バトゥール寺院 (Supreme Water Temple Pura Ulun Danu Batur, 世界遺産ID1194rev-001, 登録面積1.4 ha / 緩衝地域31.1 ha) は、バトゥール山外輪山の尾根に建っている。バトゥール湖の女神はすべての川や泉の母神となったと信じられており、彼女をはじめとする多くの神々を祀った寺院である。1926年の噴火を経て、現在の場所に建てられた。
緩衝地域はバトゥール村に含まれる地域であり、その村民たちが寺院の管理を行なっている。

### バトゥール湖
バトゥール湖 (Lake Batur, 1194rev-002, 1606.4 ha / 210 ha) は、前述のとおり、スバックにとっても重要な川や泉を生み出した女神の住処と考えられている湖である。

### ペクリサン川流域のスバック景観
ペクリサン川流域のスバック景観 (Subak Landscape of Pekerisan Watershed, 1194rev-003, 529.1 ha / 188 ha) は、9世紀に建てられた水の寺院や知られている範囲で最古の灌漑システムを含んでいる棚田の景観である。

### バトゥカル山のスバック景観
バトゥカル山のスバック景観 (Subak Landscape of Catur Angga Batukaru, 1194rev-004, 17376.1 ha / 974.4 ha) には、ジャティルイ村の棚田が含まれる。ジャティルイ村はバリ州で最もコメの生産量の多いタバナン県の中でも、生物多様性の保持と水田管理の良好さとで評価される村である。かつて緑の革命はバリ州にも及んだが、ジャティルイではアニアニ（稲穂刈りのための小刀）を使った収穫や、ゴトンロヨン（日本の結のような互助労働）など、古くからの様式が保存されている。

### タマン・アユン寺院

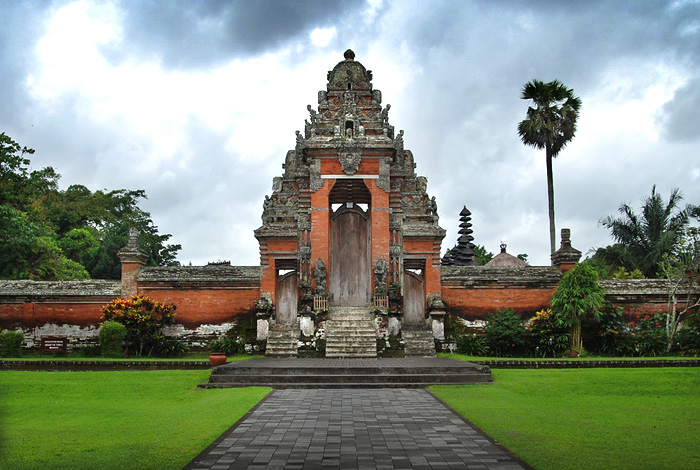
タマン・アユン寺院

水の王立寺院タマン・アユン寺院 (Royal Water Temple Pura Taman Ayun, 1194rev-005, 6.9 ha / 51.3 ha) は、18世紀初頭に建造された最大の水の寺院である。建築的にもほかの水の寺院と異なり、ジャワ島や中国の建築様式の影響が指摘されている。

## 登録基準
この世界遺産は世界遺産登録基準のうち、以下の条件を満たし、登録された（以下の基準は世界遺産センター公表の登録基準からの翻訳、引用である）。
- (3) 現存するまたは消滅した文化的伝統または文明の、唯一のまたは少なくとも稀な証拠。
- (5) ある文化（または複数の文化）を代表する伝統的集落、あるいは陸上ないし海上利用の際立った例。もしくは特に不可逆的な変化の中で存続が危ぶまれている人と環境の関わりあいの際立った例。
- (6) 顕著で普遍的な意義を有する出来事、現存する伝統、思想、信仰または芸術的、文学的作品と直接にまたは明白に関連するもの（この基準は他の基準と組み合わせて用いるのが望ましいと世界遺産委員会は考えている）。

これらの基準は、スバックの水利システムとそれによって生み出された文化的景観が、宗教的な世界観や儀礼と密接に結びついていることや、火山島において稠密な人口を養う土地利用の優れた例証であることに対して適用された。

## 観光地化
バトゥカル山のスバック景観を構成するジャティルイの棚田は、主要観光地から離れていたために観光地化が限定的だった。観光シーズンには1日に200人程度が訪れ、その客たちからは入村料を徴収していたが、世界遺産登録前は宿泊施設もなく、観光客向けにはレストランが1軒あるだけだった。しかし、世界遺産となることで、水田が観光施設に変わってしまう場所も出るのではないかという懸念も表明されている。